# Tikhon de Zadonsk

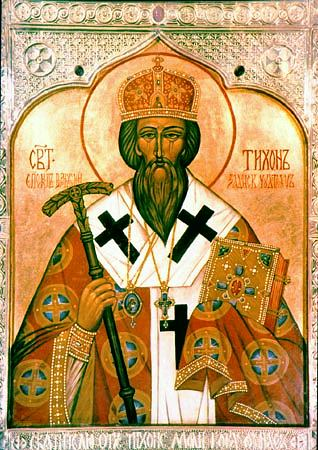

Tikhon de Zadonsk (en russe: Тихон Задонский) (nom séculier : Timophée Sevelevitch Sokolov), né en 1724 à Korotsko, gouvernement de Novgorod et mort le 24 août 1783, au monastère de Zadonsk, est un évêque de l'Église orthodoxe russe dans l'éparchie de Voronej et Eletski en Russie, et théologien éminent de la religion orthodoxe au XVIIIe siècle.
Il a été canonisé par l'Église orthodoxe russe en 1861 comme prélat et est honoré comme thaumaturge. Il est fêté le 13 août (suivant le calendrier julien). Les foules viennent en pèlerinage sur sa tombe à Zadonsk. 
Sa vie et surtout son œuvre ont inspiré l'écrivain Fiodor Dostoïevski lors la création du personnage du starets Zosime dans son roman Les Frères Karamazov, surtout sur le plan de l'enseignement de Zosime. Il a aussi inspiré un personnage qui porte son prénom, Tikhone, et son titre religieux, apparaissant dans la fameuse partie censurée "Chez Tikhone" dans Les Possédés lorsque Nikolaï Stavroguine lui livre la confession de son péché de pédophilie ,

## Reliques
Un fragment des reliques de Tikhon de Zadonsk est conservé en l'église de la Trinité de Kamensk-Chakhtinski.

## Référence
- (ru) Cet article est partiellement ou en totalité issu de l’article de Wikipédia en russe intitulé « Тихон Задонский » (voir la liste des auteurs).

1. ↑   Альтман, М. С. Достоевский. По вехам имен. — Саратов: Издательство Саратовского университета, 1975. — 280 с. p. 124.
2. ↑  Fiodor Dostoievski, Les Possédés, Paris, Babel Actes Sud, 1995, 493 p. (ISBN 978-2-7427-0493-4), Deuxième Partie chapitre "Chez Tikhone" p. 437